# 倪浜·阳澄数谷站
倪浜·阳澄数谷站位于位于中华人民共和国江苏省苏州市苏州工业园区娄葑街道启航街与扬富路交叉口地底，是苏州地铁3号线的地铁车站，於2019年12月25日啟用。車站附近有星港立交。